# Jouarre
Jouarre település Franciaországban, Seine-et-Marne megyében. Lakosainak száma 4262 fő (2022. január 1.). Jouarre Pierre-Levée, Reuil-en-Brie, Saâcy-sur-Marne, Saint-Cyr-sur-Morin, Saint-Germain-sous-Doue, Sammeron, Sept-Sorts, Signy-Signets, Aulnoy, Doue, La Ferté-sous-Jouarre és Giremoutiers községekkel határos.

## Népesség
A település népességének változása:
| Lakosok száma | 4190 | 4214 | 4333 | 4337 | 4350 | 4349 | 4345 | 4304 | 4262 |
|               | 2013 | 2015 | 2016 | 2017 | 2018 | 2019 | 2020 | 2021 | 2022 |